# أل 0 سيريس
أل 0 سيريس هو قطار مغناطيسي معلق سريع من تطوير شركة وسط اليابان للسكك الحديدية بهدف أستخدامه في خط تشو شينكانسن حقق القطار رقم قياسي في 21 أبريل 2015 حيت وصلت سرعته إلى 603 كم في الساعة ومن المخطط أن يسير في الخطوط التجارية بسرعة 500 كم في الساعة.